# Mühlwald
Mühlwald är en ort och kommun i provinsen Sydtyrolen i regionen Trentino-Sydtyrolen i Italien. Kommunen hade 1 432 invånare (2018).